# Bède de Moore

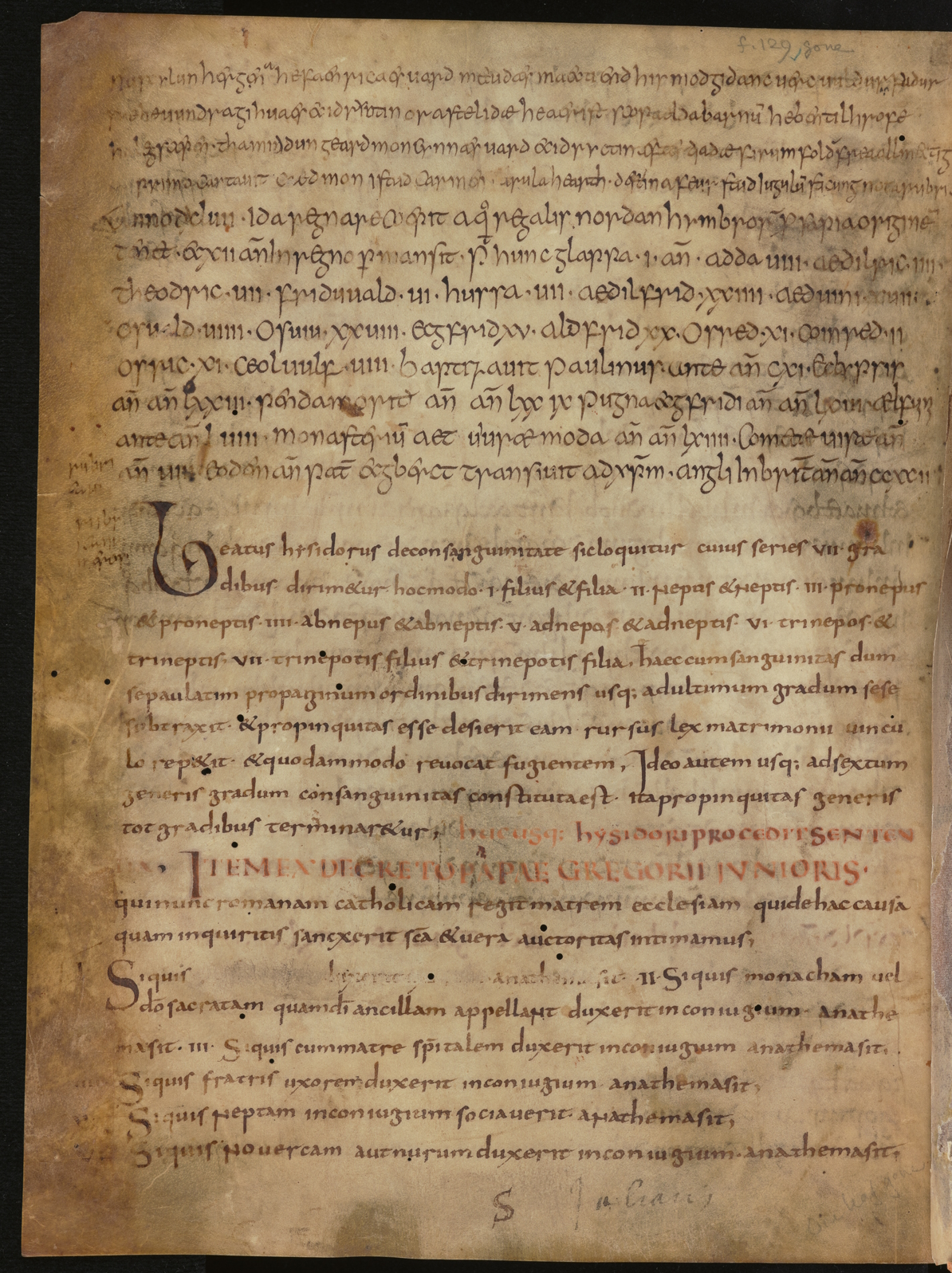
La dernière page du Bède de Moore (f. 128r), avec les vers de lHymne de Cædmon en haut.

Le Bède de Moore est la plus ancienne copie connue de l'Histoire ecclésiastique du peuple anglais de Bède le Vénérable. Elle est conservée à la bibliothèque de l'université de Cambridge sous la cote Kk. 5. 16.

## Description
Le Bède de Moore est un codex de 128 folios mesurant 28,5 cm de haut sur 22 cm de large. Son texte est rédigé en minuscule insulaire à l'encre noire, hormis les rubriques, qui sont en majuscules insulaires rouges.
La majeure partie du manuscrit est occupée par le texte de l'Histoire ecclésiastique du peuple anglais. Il s'achève vers le bas du folio 128r. Le reste de la page 128 rassemble une série de textes distincts. Les premiers sont rédigés par le même scribe que le reste du manuscrit :
- les « Annales de Moore », des annales pour les années 731 à 734, soit immédiatement après la fin du récit de Bède ;
- une version vieil-anglaise de l'Hymne de Cædmon dans le dialecte northumbrien ;
- le « Mémorandum de Moore », une liste des rois de Northumbrie avec la durée de leurs règnes jusqu'à Ceolwulf (729-737)[1].

Le bas du folio 128v est rédigé par un autre scribe en minuscule caroline. Il comprend deux textes ayant trait à la consanguinité et l'interdiction des mariages consanguins : un passage des Étymologies d'Isidore de Séville et le début d'un décret de 721 du pape Grégoire II.

## Histoire
Les indications du Mémorandum de Moore suggèrent que le Bède de Moore a été rédigé en 737, ce qui en ferait la plus ancienne copie connue de l'Histoire ecclésiastique, un peu plus vieille que le Bède de Saint-Pétersbourg (daté de 746). Il pourrait avoir été produit à l'abbaye de Wearmouth-Jarrow, le monastère double dans lequel Bède a passé la majeure partie de sa vie et où il est mort en 735. Le recours à la minuscule insulaire plutôt qu'à l'onciale et la présence de plusieurs fautes d'orthographe dans le texte suggèrent que sa production s'est faite dans une certaine précipitation.
La présence de plusieurs passages en minuscule caroline (à la toute fin du manuscrit, mais aussi dans des gloses interlinéaires) laisse à penser que le manuscrit s'est retrouvé très tôt en Francie, peut-être dès le règne de Charlemagne. Il sert de modèle à plusieurs copies de l'Histoire ecclésiastique produites sur le continent.
Un ex-libris au bas de la dernière page indique que le manuscrit s'est retrouvé un certain temps à la cathédrale Saint-Julien du Mans. Il est acquis entre 1697 et 1702 par John Moore, évêque d'Ely et ardent bibliophile. À sa mort, en 1714, sa collection de livres et de manuscrits est rachetée par le roi George Ier, qui en fait don à l'université de Cambridge.